# Пример (посёлок)
Пример — посёлок в Похвистневском районе Самарской области в составе сельского поселения Мочалеевка.

## География
Находится на левобережье реки Большой Кинель на расстоянии примерно 21 километр по прямой на запад от районного центра города Похвистнево.

## Население
Постоянное население составляло 167 человек (татары 96 %) в 2002 году, 169 в 2010 году.